# Maria Barceló Crespí
Maria Barceló i Crespí (Porreres, 1951) és una historiadora medievalista especialitzada en l'estudi de la ciutat de Mallorca durant els darrers segles medievals.
Docent universitària, investigadora i gran divulgadora de la història i del patrimoni de Mallorca, ha combinat les tasques acadèmiques amb d'altres dedicades a la promoció i la divulgació dels elements culturals i patrimonials propis de l'illa.
El 1982 es doctorà en història a la Universitat de les Illes Balears amb la tesi La Ciutat de Mallorca en el trànsit a la modernitat i va ser Premi Extraordinari de Doctorat. El 1984 obtingué la plaça de professora titular d'Història Medieval a la mateixa universitat, on des del 2011 és catedràtica d'Història Medieval. És la investigadora principal del Grup de Recerca en Estudis Medievals (GRESMED) de la Universitat de les Illes Balears.
La seva trajectòria científica s'estén en el camp de la història medieval mallorquina, sobretot del segle XV i inicis del segle xvi, és a dir, l'època de transició a la modernitat. Els seus treballs se centren, sobretot, en els aspectes socioeconòmics i culturals de Ciutat de Mallorca, així com de la Part Forana, especialment de la seva vila natal, Porreres. A l'entorn d'aquestes temàtiques, ha publicat nombrosos llibres, articles, capítols de llibres, ressenyes i altres textos de caràcter científic i divulgatiu. Alhora, ha presentat ponències i comunicacions a encontres científics nacionals i internacionals, en els quals ha pogut donar a conèixer les particularitats de la història de Mallorca.
El treball intel·lectual i la tasca investigadora de Barceló Crespí ha estat reconeguda i guardonada en diverses ocasions, de les que sobresurten:
- El 2005 va rebre el Premi Ramon Llull, atorgat pel Govern de les Illes Balears.
- El 2016 va ser la pregonera de la Festa de l'Estendard, distinció concedida per l'Ajuntament de Palma.
- El 2017 l'Obra Cultural Balear li va atorgar el premi 31 de desembre.
- El 2O22 l'Ajuntament la designa Filla il·lustre de Porreres (la primera porrerenca amb aquest reconeixement).

És membre de la Societat Arqueològica Lul·liana (SAL) des de 1977, entitat de la qual va ser la primera dona en ocupar un càrrec dins la junta directiva: primer, com a vocal i, posteriorment, com a secretària i presidenta. Dels devuit anys durant els quals estigué al càrrec de la presidència, destaca la seva empenta per dinamitzar la societat i acostar-la al món universitari a través de l'organització de nombroses presentacions, taules rodones, conferències, visites culturals, etc. Baix el seu mandat, es promogueren els congressos de patrimoni cultural; es publicaren els quatre volums d'història de la Societat Arqueològica Lul·liana, i es fomentaren les relacions entre la SAL i la CECEL (Confederación Española de Centros de Estudios Locales), de la qual Barceló Crespí també fou durant vuit anys membre de la junta directiva. Però, probablement, un dels fets que tingueren més transcendència d'aquests anys fou la digitalització de tots els volums del Bolletí de la Societat Arqueològica Lul·liana (el BSAL) i la seva disposició en accés públic a la xarxa. S'interessà, a més,en enfortir el nexe entre la SAL i la Part Forana i en la recuperació del patrimoni. Actualment, continua essent la principal organitzadora de les visites culturals de la societat i de la difusió del patrimoni mallorquí des de la seu de la SAL.
Pertany, així mateix, a altres societats científiques com l'Acadèmia d'Estudis Històrics, Genealògics i Heràldics de Mallorca, i la Reial Acadèmia de les Bones Lletres de Barcelona. És Magister de la Scuola Lulistica, i secretària d'HISCOAR (Societat d'Historiadors de la Corona d'Aragó), des de la seva fundació, el 2018. Anteriorment, també va ser vocal de la junta de govern de la Sociedad Española de Estudios Medievales, entre d'altres.
Participa activament, a més, en la realització d'esdeveniments i activitats de l'Agrupació Cultural de Porreres, poble d'on és originària.
El reconeixement de Barceló Crespí dins de la societat mallorquina és constatat pel pronunciament de nombroses conferències, diversos pregons, presentacions de llibres, parlaments, etc. I per la seva participació en taules rodones i en Jornades d'Estudis Locals d'arreu de la geografia de Mallorca.

## Principals monografies
- Ciutat de Mallorca en el trànsit a la Modernitat, Palma, 1988.
- Elements materials de la vida quotidiana a la Mallorca baixmedieval, Palma, 1994.
- Les possessions de Porreres. Estudi Històric, Porreres, 1997. (En col·laboració amb Rafel Ferrà Martorell i Bartomeu Servera Sitjar).
- Espanyols i Pacs. Poder i cultura a la Mallorca del segle XV, Palma, 1999. (En col·laboració amb Baltasar Coll Tomàs i Guillem Rosselló Bordoy).
- Els nous horitzons culturals a Mallorca al final de l'Edat Mitjana, Palma, 2000. (En col·laboració amb Gabriel Ensenyat Pujol).
- La ciudad de Mallorca. La vida cotidiana en una ciudadmediterránea medieval, Palma, 2006. (En col·laboració amb Guillem Rosselló Bordoy).
- La casa gòtica a la Ciutat de Mallorca, Palma, 2009. (En col·laboració amb Guillem Rosselló Bordoy).
- El raval de mar de la ciutat de Mallorca (Segles XIII-XV), Palma, 2012.
- Clergues il·lustrats. Un cercle humanista a l'entorn de la Seu de Mallorca (1450-1550), Palma, 2013. (En col·laboració amb Gabriel Ensenyat Pujol).
- Beguines i beates mallorquines a la tardor medieval. Palma, 2017. Col·lecció Panorama de les Illes Balears, 39.
- Flandes i la Mallorca medieval a través dels Pont, Palma, 2019. (En col·laboració amb Gabriel Ensenyat Pujol).
- Davant la mort. Els rituals medievals a la ciutat de Mallorca (s. XV), Palma, 2019

## Publicacions alBolletí de la Societat Arqueològica Lul·liana(BSAL)
- "Comentari a un document sobre traspàs de propietats de Porreres a la porció reial (1308)", BSAL, 37, Palma, 1980, 469-483.
- "Sobre una talla de 1478", BSAL, 39, Palma, 1983, 435-448.
- "Els 'miserables' de la Ciutat de Mallorca a la Baixa Edat Mitjana", BSAL, 41, Palma, 1985, 131-148.
- "Aspectes agraris d'un nucli urbà (Ciutat de Mallorca a la Baixa Edat Mitjana)", BSAL, 44, Palma, 1988, 195-202.
- "Adobs en la murada de la Ciutat de Mallorca (1450-1500)", BSAL, 45, Palma, 1989, 155-163.
- "Per a una aproximació a la climatologia de Mallorca baixmedieval a través dels textos històrics", BSAL, 47, Palma, 1991, 123-140.
- "De bell nou altres novetats entorn de Joan de Salas", BSAL, 47, Palma, 1991, 263-265. (En col·laboració amb G. Rosselló-Bordoy).
- "Identificació del 'Mestre de Sant Francesc' i altres documents per a la història de l'art mallorquí (1495-1524)", BSAL, 48, Palma, 1992, 75-90. (En col·laboració amb Gabriel Llompart Moragues).
- "Notes sobre els Vilasclar, 'picapedres'", BSAL, 49, Palma, 1993, 127-140.
- "Farmàcia i alimentació: l'exemple del sucre a la Mallorca baixmedieval (I)", BSAL, 50, Palma, 1994, 199-218. (En col·laboració amb Antoni Contreras Mas).
- "Alguns aspectes econòmics del monestir de Santa Elisabet en els seus inicis", BSAL, 52, Palma, 1996, 209-226.
- "Quaranta dades d'art medieval mallorquí", BSAL, 54, Palma, 1998, 85-104. (En col·laboració amb Gabriel Llompart).
- "Notes sobre alguns 'picapedres' a la Mallorca tardomedieval", BSAL, 56, Palma, 2000, 103-116.
- "Toponímia urbana de la ciutat de Mallorca (segona meitat del segle XV)", BSAL, 57, Palma, 2001, 83-90.
- "Notes sobre alguns objectes de l'església parroquial de Porreres", BSAL, 57, 2001, 313-316. (En col·laboració amb Ramon Rosselló Vaquer).
- "El testament de dos humanistes", BSAL, 58, Palma, 2002, 281-290.
- "Nous documents sobre l'art de la construcció", BSAL, 59, Palma, 2003, 221-248.
- "El casat de les possessions a la Mallorca baixmedieval. Estructura i funció", BSAL, 60, Palma, 2004, 101-126.
- "Beguines i beates mallorquines en els anys de la tardor medieval", BSAL, 61, Palma, 2005, 39-56.
- "Necrològica. Álvaro Santamaría Arández (Borriol, Castelló 1917-Palma 2004)", Bolletí de la Societat Arqueològica Lul.liana, 61, Palma, 2005, 7-9.
- "Mossèn Gabriel Vaquer en el context de les lletres mallorquines de la tardor medieval", BSAL, 62, Palma, 2006, 185-222. (En col·laboració amb Gabriel Ensenyat Pujol).
- "Nous documents sobre l'art de la construcció. II", BSAL, 63, Palma, 2007, 209-226.
- "Tomàs Seguals (? - †1513) i Macià Seguals (? - †1515) lapiscidae", BSAL, 64, Palma, 2008, 223-246.
- "Nous documents sobre l'art de la construcció III", BSAL, 65, Palma, 2009, 243-252.
- "Esperandeu Espanyol, un canonge del segle xv amb interessos humanistes i lul·listes", BSAL, 66, Palma, 2010, 51-62. (en col·laboració amb Gabriel Ensenyat Pujol).
- "Apunts sobre el monestir de Santa Magdalena de la Ciutat de Mallorca (segles XIII-XV)", BSAL, 67, Palma, 2011, 83-99.
- "Notes sobre la torre de les Hores i el rellotge de la Ciutat de Mallorca a la tardor medieval", BSAL, 68, Palma, 2012, 27-33.
- "Inventari del botiguer Pere Ylari (1465)", BSAL, 69, Palma, 2103, 289-309. (En col·laboració amb Maria Antònia Segura Bonnín).
- "In honorem et serviciumdivinicultus. Nous documents per a l'estudi de l'argenteria sacra en el trànsit a la Modernitat", BSAL, 70, Palma, 2014, 277-285. (En col·laboració amb Magdalena Cerdà Garriga i Antònia Juan Vicens).
- "Inventari de l'alqueria de Jaume Masroig (1491)", BSAL, 71, Palma, 2015, 261-271 (en col·laboració amb Carme Coll Font).
- "Aspectes de la relació de Mallorca amb el regne de Nàpols a la baixa Edat Mitjana", BSAL, 72, Palma, 2016, 29-51.
- "L'inventari dels béns de Gabriel Cerdà: aspectes de la vida quotidiana en una possessió de Santa Margalida (1491)", BSAL, 73, Palma, 2017, 243-263 (en col·laboració amb Albert Cassanyes Roig).
- "Algunes dades sobre exèquies reials a Mallorca (1416-1516)", BSAL, 74, Palma, 2018, 269-287.
- "Algunes dades sobre toscans a la ciutat de Mallorca en els darrers temps medievals", BSAL, 75, Palma, 2019, 101-121.
- "Estades dels membres de la reialesa a la Mallorca medieval", BSAL, 76, Palma, 2020, 39-59.